# Галия аль-Ваххабийя
Галия аль-Букамия (араб. غالية البقمية‎), более известная как Га́лия аль-Вахха́бийя (غالية الوهابية‎; ум. после 1814) — ваххабитка, возглавившая военное сопротивление попыткам османских войск вернуть Мекку во время османо-саудовской войны. За свою деятельность получила титул амира (женский вариант титула эмир).
Галия аль-Ваххабийя происходила из арабского племени букум из Турабы около Таифа, к юго-востоку от Мекки. Букумиты были близки к сторонникам Ибн Абд аль-Ваххаба из Неджда и следовали ханбалитскому мазхабу. К моменту начала военных действий Галия аль-Ваххабийя была вдовой богатого человека из этого племени.
В ходе османо-саудовской войны, начавшейся в 1811 году, Мекка подверглась атаке со стороны египетской армии, Галия аль-Ваххабийя же возглавила военное движение за защиту города от египтян под началом Мухаммеда Али, паши Египта и вассала османского султана. По слухам среди её врагов, она могла делать свои войска невидимыми для противников с помощью магии.
Галия аль-Ваххабийя прославилась своей смелостью и талантом стратега. Хроники так описывают её деятельность: «Никогда ещё сопротивление арабских племён, защищавших Мекку, не было таким сильным, какое оказывали арабы Тарбы… В их главе стояла женщина по имени Галия».
В конце 1813 — начале 1814 года войска Мухаммеда Али потерпели поражения под Турабой и Кунфузой. Под Турабой египтян возглавлял Тусун-паша, сын Мухаммеда Али и главнокомандующий армии, ваххабитами же руководила Галия. По тылу сил Тусун-паши ударили бедуины и отряды шерифа Раджиха, что прервало снабжение войск египтян и сделало их поражение неизбежным.
Последние сведения о Галие датируются 1814 годом (аль-Джабарти, «Удивительная история прошлого…»), точная дата её смерти неизвестна.